# John Atkinson Hobson
Il existe un autre John Hobson, politicien anglais du XXe siècle
John Atkinson Hobson, connu sous le nom de J.A. Hobson, (6 juillet 1858 – 1er avril 1940) est un essayiste et un économiste britannique. Il est particulièrement connu pour la critique de l'impérialisme britannique qu'il développa dans son livre Imperialism. A Study (1902), ouvrage qui inspira directement Lénine dans la rédaction, au cours du printemps 1916, de son essai L'Impérialisme, stade suprême du capitalisme. Hobson participa par ailleurs à l'éclosion du social-libéralisme et critiqua, au prix de sa carrière universitaire, la loi de Say, critique reprise ultérieurement par Keynes. De cet échec naquit une réflexion sur l'orthodoxie ne se limitant pas à l'économie ou à la religion mais également à la politique et, se référant à un rationalisme et à une libre-pensée entendus dans un sens large. Sa critique économique porta également sur la théorie néoclassique de la rémunération des facteurs de production.

## Biographie

### Premières années
Né à Derby d'un père qui avait été maire libéral de la ville, J. A. Hobson fit des études classiques au Lincoln College d'Oxford. Il enseigna en lycée (Public school) avant de devenir journaliste et maître de conférence à l'University extension à Londres en 1887. De sa rencontre avec l'alpiniste A.F Mummery, naquit un livre, The Physiology of Industry, où les deux auteurs critiquent la loi de Say. Cela valut à Hobson l'interdiction d'enseigner l'économie en université.
Il épouse le 12 août 1885 Florence Edgar Hobson, Américaine originaire du New Jersey, poète, écrivaine et suffragiste, le couple a deux enfants.

### L'homme de clubs
En 1893, il fonda le Rainbow Circle, un cercle dont le nom s'inspire du lieu où il se réunit pour la première fois : The Rainbow Tavern à Fleet Street. Formé de libéraux, de socialistes, de fabiens, de marxistes ainsi que d'impérialistes et d'anti-impérialistes. on trouve parmi ses membres les plus assidus des personnages voués à un brillant avenir, comme  Herbert Samuel, Ramsay MacDonald ou Sydney Olivier. Le Rainbow Circle fit partie des promoteurs des réformes sociales de 1906-1914.
Par ailleurs, Hobson fut membre de la South Place ethical society tout comme un de ses amis, Graham Wallas, dans la mesure où le « mouvement éthique est fondé sur la conviction que la moralité est indépendante de la théologie, que la bonté a une origine et un attrait humain ». Il s'éleva par ailleurs contre la tendance « d'utiliser l'éthique comme un substitut à la religion et non comme un guide général des conduites sociales et personnelles ».

### Hobson et l'écriture
De 1896 à 1898, il participa à la Progressive Review, dont le secrétaire était Ramsay MacDonald. Cette revue se fixait pour objectif la promotion d'un libéralisme rénové ou New Liberalism, notion qui connut par la suite un développement important en Angleterre. Pour Hobson, « ce "Nouveau" libéralisme différait de l'ancien en ce qu'il envisageait plus clairement le besoin d'importantes réformes économiques, dans le but de donner une signification positive à l'"égalité" qui figure dans la triade démocratique "liberté égalité et fraternité" ». « Mais bien que "les citoyens comme un corps" doivent utiliser l'État comme le principal instrument politique pour la promotion du "bien social", la ligne éditoriale de la revue était très sensible aux dangers d'un État puissant, pris comme un instrument d'absolu contrôle et débouchant sur la "raison d'État" comme un principe de politique au-dessus des lois ».  Pour les rédacteurs l'incarnation de ce type d'État était l'Allemagne de  Bismarck qu'ils voyaient comme une incarnation de la pensée de  Machiavel. Par ailleurs, cette revue était sensible au fait que le progrès n'était pas seulement politico-économique mais également culturel. Néanmoins, la revue ne connut pas un grand succès public et sa parution cessa assez vite.
En 1899, Hobson fut envoyé en Afrique du Sud par Leonard Trelawny Hobhouse pour couvrir la guerre des Boers pour le  Manchester Guardian. Il en revint très anti-impérialiste, prêt à écrire son ouvrage le plus connu Imperialism. A Study en 1902. 
À la demande toujours de Leonard Trelawny Hobhouse, il devint, en 1905, éditorialiste à la Tribune. La collaboration cessa cependant assez vite car le travail de journaliste dans un quotidien ne lui convenait pas. Plus heureuse fut sa participation à l'hebdomadaire Nation qui publia de 1906 à 1920 nombre de ses articles. Selon lui, les éditeurs (H.W.Massigham, Richard Cross) de cette revue « donnèrent à nos écrits (les siens et ceux de L.T Hobhouse, H.W Nevinson, F.W Hirst, C.F.G Masterman, J.L Hammond, the Rev. W.D. Morrison) un certain degré de consistance qui fit que la Nation eut une réelle influence sur la nouvelle tendance du libéralisme ». En 1922, John Maynard Keynes racheta par la suite la revue et lui donna un ton moins Oxford et plus Cambridge.

### Hobson et la Première Guerre mondiale
La Première Guerre mondiale lui montre qu'il s'était trompé en pensant que les hommes civilisés étaient à 80 % rationnels. Il estime maintenant qu'il faut diviser par deux ce pourcentage. En août 1914, il est proche d'un petit Neutrality Group, qui compte Graham Wallas, Gilbert Murray Lowes Dickinson, Lord Courtney. Il tentera, mais trop tard, d'obtenir le soutien de James Bryce. Puis, il fera partie de l'Union of Democratic Control (for Foreign Policy) dont les membres les plus notables étaient notamment, E.D Morel, Ramsay MacDonald, A.Ponsomby, Charles Trevelyan, Norman Angell. Plus tard, il écrira : « Siégeant au comité exécutif de cette Société depuis le début, j'ai appris beaucoup de choses sur les difficultés et les doutes véhiculés par l'expression " Contrôle démocratique" ».
Il sera membre du Bryce Group, regroupant notamment Lowes Dickinson, et ses amis Graham Wallas et Leonard Hobhouse, qui élaborera le premier jet de ce qui deviendra la Société des Nations. Très vite, il estimera que ce projet ne prenait pas assez en compte les inégalités économiques des pays et le problème d'accès aux matières premières. Pour mieux exposer ses vues sur la question, il publie en 1915 Towards International Government. Dans son autobiographie, il note « pour nous, une telle voie (celle de la Société des Nations) impliquait l'existence d'un gouvernement international impliquant l'abandon d'importants éléments de souveraineté de la part des États » remarquant au passage qu'il a fallu dix-huit ans d'existence de la Société des Nations pour que cette nécessité soit reconnue

### Dernières années
Après la Première Guerre mondiale, il constate que le paysage économique et politique a été profondément transformé. Les gouvernements se sentent obligés d'intervenir dans l'économie pour protéger les producteurs et les consommateurs de conséquences dont ils ne sont pas responsables. Sur le plan politique, le parti libéral qui durant la période victorienne a été le plus proche à la fois des capitalistes et des classes les plus défavorisées se voit supplanter chez les premiers par le parti Conservateur et chez les seconds par le parti travailliste laissant le champ libre aux conflits de classe. Lui-même rejoint le parti travailliste. Toutefois dans son livre Confessions of an Economics Heretic, il écrit : « je ne me suis jamais senti tout à fait chez moi dans un parti (body) gouverné par des syndicats et leur finance et intellectuellement dirigé par des socialistes pur-sucre (Full-flooded Socialists) ». 
Insommiaque, souffrant de névralgies, il meurt en avril 1940. De son vivant, il a  exercé une influence certaine non tant sur le cours des événements que sur le plan de la pensée. Il laisse une œuvre considérable en volume dont Imperialism demeure l'élément le plus connu.

## Orthodoxie, rationalisme et libre pensée chez Hobson
Dans son autobiographie Confessions of an Economic Heretic, il souhaite susciter la méfiance envers les rationalistes et les libre-penseurs. Il se penche également sur ce qu'est l'orthodoxie en économie.
Selon lui, l'orthodoxie est l'acceptation de théories et d'opinions qui font autorité. Se plaçant sur le plan mental, il estime que c'est « une attitude de sécurité mentale et sociale, une disposition à nager avec le courant et à jouir des bienfaits de la respectabilité.....Mais cela conduit à une inertie, à une difficulté de questionner et de critiquer, de sorte que cette tendance pacifique est une ennemie du progrès. Car le progrès peut seulement venir d'une rupture avec une autorité ou une convention »
Pour Hobson, une des clés principales du succès de l'orthodoxie est qu'elle est soutenue par un mélange d'émotion et de croyances magiques. Ce mélange ne se retrouve pas que dans la religion mais aussi dans les croyances politiques et économiques. Pour lui, le rationalisme et la libre-pensée consistent justement en une méfiance envers ce mélange d'émotion et de croyances magiques. Aussi, il pense que le fait que rationalisme et libre-pensée aient été tellement annexés par les opposants à la religion en ont affaibli la portée en se focalisant trop sur le domaine religieux au détriment d'autres champs comme le politique ou l'économique .

## Hobson et la crise du libéralisme anglais au tournantXIXesiècle-XXesiècle
À la fin du XIXe siècle le libéralisme anglais connait une double crise : sa doctrine est perçue par certains comme dépassée ou du moins comme devant être profondément revue pour l'adapter aux temps modernes; son expression politique, le parti libéral qui est, alors, un des deux grands partis anglais avec les Tories, est profondément divisé  notamment sur la question de l'impérialisme. Cette double crise à la fois stimule et traverse l'œuvre d'Hobson. 

### Contestation du laissez-faire et sous-consommation
Pour Hobson, comme pour d'autres libéraux progressifs, le laissez-faire du milieu de l'ère victorienne est devenu un dogme qui empêche les libéraux de répondre à la demande croissante de réformes sociales. 
Sur le plan économique, Hobson, qui est favorable aux réformes, va contester la loi de Say qui veut que l'offre crée sa propre demande, idée qui constitue pour ainsi dire la clé de voûte de la thèse de l'autorégulation des marchés. John Maynard Keynes considérera plus tard le livre où Hobson et A.F. Mummery défendent cette idée comme ouvrant une nouvelle époque de la pensée économique. 
Ce premier livre de Hobson, pose également la thèse de la sous-consommation, une idée qui veut que d'un côté, il y ait une production potentielle et de l'autre des personnes qui ne peuvent pas consommer. Dans sa critique, il a été précédé par John Ruskin qui a dans Unto This Last écrit « Les économistes font comme s'il n'avait rien de bon dans la consommation dans l'absolu. Ceci est tout à fait faux, car la consommation est la fin, le couronnement et la perfection de la production ».
Pour Hobson, la sous-consommation vient d'une mauvaise répartition des revenus entre des capitalistes qui bénéficient de sur-revenus (surplus income) qui conduisent à un excès d'épargne ou d'investissement (il ne distingue pas entre les deux  ce que lui reprochera John Maynard Keynes). Pour remédier à cet état, il préconise d'un côté l'instauration d'un impôt sur les revenus ainsi qu'un alourdissement des droits de succession et de l'autre, une hausse des salaires.
Le livre The Physiologie of Industry lui vaut d'être exclu de l'univers académique (il était alors maître de conférences à la London University Extension) à la suite d'un avis négatif du Professeur Foxwell. Plus tard, cette exclusion le conduira à intituler son autobiographie  Confessions of an Economic Heretic] (1938). Au-delà de son cas, il voit à la fin du XIXe siècle une opposition « entre hommes de terrain et ce qu'on appelle en Angleterre academia » sur la thèse de la sous-consommation. S'il a souffert de cette exclusion, s'il fut pour certains « le loup dans la bergerie (Traitor within the gates) » selon l'expression de G. D. H. Cole par contre cette situation contribua  aussi à sa notoriété

### La crise à l'intérieur du parti libéral anglais
Le parti libéral anglais lui paraît arrivé en fin de cycle après 1895. Il est doublement divisé. D'un côté entre les libéraux impérialistes qui suivent Lord Rosebery et les libéraux anti-impérialistse qui se placent dans la continuité de Gladstone, d'un autre et les lignes de fracture ne se recoupent pas, entre partisans du laissez faire et partisans de réformes sociales. Cette opposition est encore avivée par la guerre des Boers : les impérialistes étant clairement favorables au conflit, les autres, notamment David Lloyd George, s'y opposant tout aussi fermement. Hobson se range résolument dans les rangs des seconds et inspiré par la guerre des Boers, écrit son ouvrage le plus connu Imperialism.
Concernant le second point de fracture, Hobson est en faveur de réformes sociales. À travers le Rainbow circle, il tente de « revitaliser le parti en élaborant un programme cohérent et radical de réformes sociale ». S'il ne réussit pas à sauver le parti libéral du moins eut-il une certaine influence sur les réformes sociales entreprises par les libéraux de 1906 à 1914 et contribua-t-il, avec d'autres, à commencer à poser les bases du New Liberalism ou Social-libéralisme, courants d'idées très marqués également par son anti-impérialisme.

## Critique de l'impérialisme
Journaliste de sensibilité radicale puis travailliste, John Hobson admirait le positionnement d'opposant de Richard Cobden (1804-1865) vis-à-vis de la doctrine impérialiste britannique. Cette opposition libérale à l'impérialisme est au cœur de l'ouvrage qu'il publia en 1902 (réédité à plusieurs reprises, notamment en 1905 et 1938), Imperialism. A Study. Cet essai a fait partie des plus influents du XXe siècle : Lénine s'y réfère explicitement dans son essai L'Impérialisme, stade suprême du capitalisme, publié en 1917. Hobson fait une distinction entre le colonialisme (qui s'applique, pour lui comme pour les Anciens Grecs, à des territoires peuplés d'émigrants de la société mère comme l'Australie, le Canada et la Nouvelle-Zélande), et l'impérialisme, c'est-à-dire l'« annexion pure et simple de territoires sans volonté d'intégration » telle qu'elle a été mise en œuvre à la fin du XIXe siècle.

### Les grands thèmes du livre

#### Critique de l'impérialisme sur le plan économique
Hobson y fait la première véritable étude économique du phénomène impérialiste. Il met en évidence ses mobiles réels, les intérêts financiers et la recherche de profits à son origine. Il soutient ainsi face à la thèse gouvernementale que la guerre des Boers s'explique par les intérêts financiers britanniques et développe la thèse du capital excédentaire qui cherche à s'investir à l'étranger : le pouvoir d'achat des Britanniques étant trop faible, les industriels du Royaume-Uni doivent dégager de nouveaux marchés susceptibles d'absorber leur production excédentaire. Avec l'appui des grands investisseurs britanniques (notamment issus du sud-est du pays) et des financiers de la City, ils obtiennent de la presse et d'une aristocratie qui domine encore largement le pouvoir politique la politique d'expansion impériale qui leur assurera les débouchés nécessaires. Par ailleurs, les grandes fortunes britanniques qui disposaient d'importants capitaux les avaient placés dans des fonds d'investissements à l'étranger : pour que les grandes entreprises minières ou ferroviaires britanniques leur assurent des dividendes confortables, il fallait leur ouvrir de nouveaux territoires de conquête commerciale. D'après Hobson, ces milieux disposaient en outre de l'appui « impérialiste » de franges de populations particulièrement intéressées à une telle politique, qu'il s'agisse des militaires ou des missionnaires. Ainsi, Hobson développe l'idée selon laquelle la politique impériale développée par le Royaume-Uni durant tout le XIXe siècle et notamment depuis les années 1870, s'expliquait par la volonté d'un groupe restreint d'investisseurs et d'aristocrates britanniques de défendre leurs propres intérêts économiques, sans réellement tenir compte de ceux de la nation britannique. C'est donc la situation économique de la métropole qui serait à l'origine de l'expansion impériale. Déplorant cette instrumentalisation de la politique impériale au profit d'une minorité, Hobson prône l'abandon des investissements outre-mer pour les « rediriger vers les masses populaires britanniques, ceci afin de résoudre les crises de surproduction industrielle par l'enrichissement collectif ».

#### Critique de l'impérialisme sur le plan politique
Elle occupe toute la seconde partie de l'ouvrage. Le livre a été écrit à un moment où le parti libéral anglais était divisé entre impérialistes, autour de Lord Rosebery, et anti-impérialistes. Si Hobson comprend que les conservateurs tels Benjamin Disraeli et Lord Salisbury soient en faveur de l'impérialisme, il estime que l'impérialisme est foncièrement anti-libéral. En effet, les territoires conquis sont administrés de façon centralisée sans tenir compte de la volonté des populations. Il s'ensuit que pour lui, il s'agit d'une tyrannie. Or, cette tyrannie exercée par des fonctionnaires et des militaires anglais peut contaminer toute la société britannique et menacer la démocratie. 
Hobson dénonce également la phraséologie qui permet de rendre populaire l'impérialisme : « pouvoir suprême, autonomie effective, émissaire de la civilisation, rectification de frontière, et toute une échelle mobile de termes, depuis « arrière-pays » jusqu'à « occupation effective » et « annexion », viennent spontanément à l'esprit pour illustrer une phraséologie inventée dans le but de dissimuler qu'on empiète sur la propriété d'autrui ». Pour lui, en effet, l'impérialisme n'est pas dans l'intérêt de tous les Anglais notamment parce qu'il n'est pas compatible avec les réformes sociales nécessaires en Angleterre. Il craint aussi comme George Bernard Shaw que l'impérialisme n'entraîne une dépendance de la nation impériale (Angleterre) vis-à-vis des pays conquis. Enfin, Hobson s'oppose à l'impérialisme car il estime que cela va à l'encontre du pluralisme culturel en détruisant des civilisations anciennes. Néanmoins, deux points sont à souligner : d'une part, il ne tient pas toutes les civilisations  comme égales et d'autre part, il existe chez lui l'idée d'un "bon impérialisme" qui  lui fait proposer que, dans certains cas, « les nations impérialistes se comportent en Trustees sous l'égide d'un organisme international, qui représenterait l'humanité civilisée », idée qui sera reprise après guerre par la Société des Nations avec les mandats internationaux.

### Réception du livre

#### Influence sur l'analyse léniniste de l'impérialisme

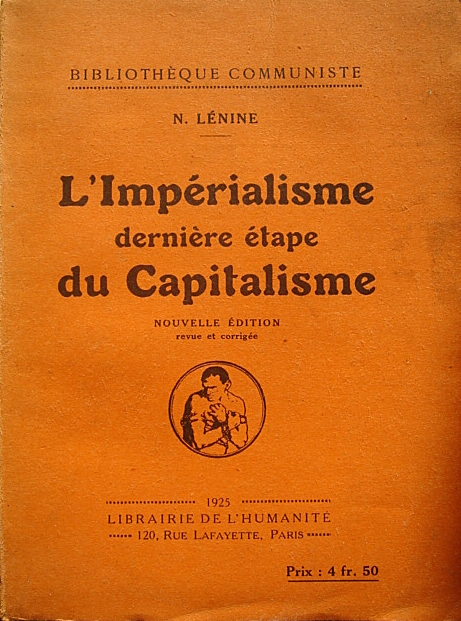
Édition française de 1925 de l'ouvrage de Lénine inspiré d'Hobson.

Si Lénine a été impressionné par l'importance donné au rôle du capital dans l'impérialisme par Hobson ainsi que par le fait que chez Hobson l'impérialisme débouche sur un "parasitisme" de la nation impériale sur les autres, il ne suit pas Hobson sur l'autre thème économique majeur, la théorie de la sous-consommation

#### Influence sur d'autres auteurs
La postérité de l'analyse d'Hobson fut importante, y compris chez des historiens actuels de l'empire britannique : Peter J. Cain et Anthony G. Hopkins, auteurs d'un ouvrage majeur sur l'économie impériale publié en 2001 et inventeurs du concept de gentlemanly capitalism soulignent explicitement leur filiation avec Hobson.

### Les critiques adressées à Hobson
Les milieux universitaires ont été beaucoup plus critiques que Lénine. Pour eux, Hobson n'est pas rigoureux et n'a pas réussi à démontrer le lien entre exportation de capitaux et annexion. Par ailleurs, selon eux, une analyse des annexions révèlerait que les chefs d'État impérialistes ont plutôt des motifs politiques qu'économiques
Pour Bernard Porter, il y aurait une tension entre les deux thèses du livre : la théorie de la conspiration des financiers et l'explication par la sous-consommation. Par ailleurs, toujours selon cet auteur, la thèse que la finance soit la force majeure de l'impérialisme ne serait pas démontrée empiriquement mais serait déduite de l'idée que puisque l'impérialisme n'est pas favorable à la nation tout entière, il doit être favorable à quelqu'un. Pour Townshend, en fait, les critiques de Porter ne prendraient pas en compte le but politique poursuivi par Hobson à savoir, sa volonté d'alerter « le public britannique qu'un nouveau phénomène ploutocratique était en train de détourner la politique étrangère britannique »

## Économie politique: Hobson et la rémunération des facteurs de production

### Comment Hobson explique la répartition du revenu national
Alors que l’école néoclassique est en plein essor, l’ouvrage « The Industrial System » (1909) fait de Hobson l’un des principaux économistes hétérodoxes de l’époque. Le thème principal du livre est le partage du revenu national entre les quatre groupes de facteurs de production que sont, selon lui : le travail, le capital, la terre et l’entreprise qu’il appelle « ability ».
Hobson divise le revenu global en trois fonds en fonction du rôle joué par chacun dans la motivation des agents de production :
1. le coût du maintien de la production à l’état stationnaire. Pour chacun des quatre facteurs, il y a une rémunération minimale en dessous de laquelle l’état du facteur se dégrade, ce qui menace le maintien de l’activité à son niveau actuel. Hobson la situe un rien au-dessus du minimum vital.
2. Le surplus productif : c’est le surplus de rémunération nécessaire pour stimuler les facteurs à augmenter la production.
3. Le surplus improductif, qu’il appelle « revenu non gagné ». C’est un supplément de revenu en sus des deux précédents qu’un facteur peut obtenir du fait de sa rareté relative. On pourrait le réduire ou l’annuler sans mettre en danger la production.

Bien que dans des proportions différentes, on retrouve ces fonds dans les différentes natures de rémunération : salaire, intérêt, profit, rente. Prenons le cas de l’intérêt : une part importante est absorbée par le deuxième fonds ; ceci signifie, qu’Hobson, contrairement aux marxistes, considère l’intérêt comme un stimulant nécessaire : l’épargne des individus fortunés, qui est quasi automatique, ne suffit pas ; il faut donc inciter le reste de la population à épargner. Selon Hobson, la problématique de la justice sociale « ne dépend pas de l’équité ou de la nécessité de payer de l’intérêt à l’épargne mais du processus par lequel s’est réalisé l’accumulation de la plus grande part de l’épargne ».
Le mode de répartition du surplus (fonds 2 et 3) se fonde principalement sur le rapport de force. L’atout essentiel d’un facteur est sa rareté, naturelle ou artificielle. À ce jeu, le gagnant est habituellement le facteur entreprise. Il est en position de force dans la négociation avec les autres facteurs ; en outre, les entrepreneurs restreignent fréquemment la concurrence entre eux pour que le prix de vente de leur produit incorpore un profit non gagné. Selon Hobson, c’est une évidence que le profit réel des différentes firmes échappe à toute corrélation avec le niveau qui serait nécessaire pour motiver leur entrepreneur. Par contre, le travail pâtit de son abondance. En conséquence, la classe ouvrière a besoin du syndicalisme pour transférer vers les salaires une partie des revenus non gagnés de la propriété. Un autre moyen de rogner les revenus non gagnés est d’en détourner une partie vers le financement de services d’intérêt général via la fiscalité.

### Hobson contre la théorie de la productivité marginale
Aucune autre cause ne joue dans la répartition un rôle comparable à celui des rapports de force et des raretés relatives, ce qui dément les théories de la répartition comme celle qui fait découler les rémunérations de la productivité marginale du facteur considéré. Hobson était un adversaire affirmé de cette théorie qu’il critiqua abondamment, ce qui l’opposa à Marshall et ses disciples avec qui le débat fut parfois acharné. 
Argumentant contre la productivité marginale, Hobson écrit : « L’interdépendance entre les facteurs de production et entre les divers sous-groupes de chaque facteur entre eux ainsi qu’avec les sous-groupes des autres facteurs est si intime qu’aucune productivité propre ne peut être légitimement attribuée à un facteur et encore moins à un sous-groupe d’un facteur ». Il met également en doute la possibilité de faire varier la quantité d’un facteur en laissant les autres constants. L’influence de Hobson ne doit pas être sous-estimée. Pourquoi Alfred Marshall mit-il en avant le concept de produit net marginal, alors que les autres économistes s’en tenaient au simple produit marginal ? Un commentateur avisé comme Mark Blaug n’exclut pas que sa préoccupation était de se prémunir contre la critique de Hobson.

## Ouvrages
- The Physiology of Industry, 1889
- Problems of Poverty, 1891
- Evolution of Modern Capitalism, 1894
- Problem of the Unemployed, 1896
- John Ruskin: Social Reformer, 1898
- The Economics of Distribution, 1900
- The War in South Africa: Its Causes and Effects, 1900
- Psychology of Jingoism, 1901
- The Social Problem, 1901
- Imperialism. A Study., 1902
  - réédité chez Unwin Hyman en 1988. Introduction de J. Townshend
- International Trade, 1904
- Canada Today, 1906
- The Crisis of Liberalism, 1909
- The Industrial System, 1909
- A Modern Outlook, 1910
- (en) The Industrial System, New York : Charles Scribner's sons, 1910
- The Science of Wealth, 1911
- An Economic Interpretation of Investment, 1911
- Industrial Unrest, 1912
- The German Panic, 1913
- Gold, Prices and Wages, 1913
- Work and Wealth, A Human Valuation, 1914
- Traffic in Treason, A Study in Political Parties, 1914
- Towards International Government, 1915
- Western Civilization, 1915
- The New Protectionism, 1916
- Labour and the Costs of War, 1916
- Democracy after the War, 1917
- Forced Labor, 1917
- 1920: Dips into the Near Future(pseud Lucian), 1917/1918
- Taxation and the New State, 1919
- Richard Cobden: The International Man, 1919
- The Obstacles to Economic Recovery in Europe, 1920
- The Economics of Restoration, 1921
- Problems of a New World, 1921
- Incentives in the New Industrial Order, 1922
- The Economics of Unemployment, 1922
- Notes on Law and Order, 1926
- The Living Wage (with H.N. Brailsford, A.Creech Jones, E.F. Wise), 1926
- The Conditions of Industrial Peace, 1927
- Wealth and Life, 1929
- Rationalisation and Unemployment, 1930
- God and Mammon, 1931
- Poverty in Plenty, 1931
- L.T. Hobhouse, His Life and Work, 1931
- The Recording Angel, 1932
- Saving and Spending: Why Production is Clogged, 1932
- From Capitalism to Socialism, 1932
- Rationalism and Humanism, 1933
- Democracy and a Changing Civilization, 1934
- Veblen, 1936
- Property and Improperty, 1937
- Le Sens de la responsabilité dans la vie sociale (with Herman Finer and Hanna Meuter), 1938, Paris
- (en) John Atkinson Hobson, 1938, Confessions of an Economic Heretic, George Allen Unwin LTD